# 하미경
하미경(1975년 8월 9일~)은 대한민국의 성우이다. 2000년 대교방송 4기 공채 성우로 데뷔하였다.

## 출연 작품

### TV애니메이션
2000년
- 개골개골 마법사 (마모리,조수)
- 아이들의 장난감 (쿠마타니 히사에,쿠루미 아사코,코미 신이치)
- 쫑아는 사춘기 (카키바라 요코)

2003년
- 금색의 갓슈벨!!, 갓슈벨Final (오오미 메구미)
- 부르면 튀어나와요 아쿠비짱 (오죠 카렌)
- 히트가이-J (자니스)
- 지구 소녀 아르주나  (소녀 외)
- 프린세스 츄츄(개미,월리의 처녀,마렌,여자학생)
- 엔젤 테일즈 (고양이 타마미)
- 고쿠도군 만유기 (서황모,코코 공주,샤오링)
- 진월담 월희 (시엘 에레이시아)
- 출격! 머신로보 레스큐 (하루카 린)
- 머메이드 멜로디 피치피치핏치 (카렌)
- 커렉터 유이 (사야마 마나미,레스큐)
- 헌터X헌터 (알선자)

2004년
- 머메이드 멜로디 피치피치핏치 퓨어 (카렌,후쿠짱)
- 택틱스 (에도가와 스즈)
- 사랑해 베이비★★ (사카시타 미키,마리카)
- 현시연 (리츠코)
- 꼬마용 타발루가 (버즈)
- 플리퍼와 로파카 (노라)

2005년
- 딸기 100% (미나미토 유이)
- 딸기 마시마로 (아나 코폴라)
- 작안의 샤나 (요시다 카즈미)
- 바질리스크 ~코우가인법첩~ (오보로)
- 건퍼레이드 오케스트라 (츠지노 토모미)
- 극상학생회 (아오키 마미,카렌 (5화)
- 오늘부터 마왕 (라사니아)

2006년
- 나나 (카와무라 사치코)
- 네기마!? (에반젤린 A. K. 맥도웰,미야자키 노도카)
- 스쿨 럼블 2학기 (이치죠 카렌)
- 두 사람은 프리큐어 SPLASH STAR (피리아 여왕)
- 치로와 친구들(쿠리)
- 베이브 마이 러브(마리카)

2007년
- DARKER THAN BLACK -흑의 계약자- (엠버)
- 러키☆스타 (히이라기 츠카사)
- 꼬마여신 카린 (쿠죠 히메카)
- 작안의 샤나 Ⅱ (요시다 카즈미,메아)
- 크게 휘두르며 (스야마 어머니,오키의 어머니)
- 해피해피 클로버

2008년
- S.A 스페셜 에이 (야마모토 메구미)
- 닌자의 왕 (삼라만상)

2009년
- 어떤 과학의 초전자포 (츠쿠요미 코모에)

2010년
- 노다메 칸타빌레 (모에)

2011년
- 헌터X헌터 리메이크 (코코)
- 쥬얼펫 선샤인 (예빈, 마유희)

2013년
- 명탐정 코난 (구자영)
- 폭풍우 치는 밤에 Secret Friends (모로)

2020년
- 반짝반짝 해피★ 열려라! 코코밍 (디즈니 채널) - 쁘띠밍

기타
- 수지와 마빈 (루키)
- 알쏭달쏭 수수께끼? (썬더걸)
- 우당탕탕 엽기가족 (신디)
- 푸치니와 별난가족

### OVA
- 딸기 마시마로 OVA (아나 코폴라)
- 머나먼 시공 속에서 OVA 자양화의 꿈 이야기(아즈사,모리무라 란)
- 머나먼 시공 속에서 OVA 백룡의 무녀(미소노,치토세)
- 제비뽑기 언밸런스 OVA (리츠코 큐베르 케텐크라트)
- ROD-Read Or Die (쟝 헨리 파브르)
- 슬레이어즈 엑설런트 (여자아이)
- 딸기 100% OVA (미나미토 유이)

### 극장판 애니메이션
- 방가방가 햄토리 극장판 (하무 팅클)
- 포켓몬스터 극장판 제5기 - 물의 도시의 수호신 라티아스와 라티오스 (잔느)
- 금색의 갓슈벨 제1기 - 101번째 마물 (오오미 메구미)
- 블랙잭 극장판 - 두명의 검은 의사 (미도리)

### 영화
- 페이첵(SBS)
- 쉬핑 뉴스(SBS)
- 스페이스 카우보이(SBS)

### 외화
- B-로봇 가브타크(재능TV) - 여경찰, 토비스카이, 케로크
- 떴다! 트레이시(어린이TV)
- 말괄량이 삐삐(어린이TV) - 심통 부인

### 광고
- 니베아 베이비
- 아큐브 디파인
- 비자카드
- 그는 당신에게 반하지 않았다
- 에넥스
- 영양군 영양고추
- 한국야쿠르트 팔도 일품짜장면
- 동양생명
- 대교 눈높이
- 피죤
- 옥시 에이윅
- 하이우드
- 파워콤 엑스피드
- 한국네슬레 테이스터스초이스 웰빙커피
- 한국존슨앤드존슨 아큐브
- 남양유업 우유속 진짜딸기과즙 듬뿍
- 청정원 순창고추장
- 유한킴벌리 애니데이
- 페레로로쉐
- 오뚜기
- 쿠쿠밥솥
- 코닥
- 제일제당 햇국수
- 에이스 크래커
- 교보증권

### 내레이션
- VJ 특공대(KBS)
- 공감 특별한 세상(MBC)
- 해피투게더 프렌즈(KBS)
- 대명리조트
- KTV 특집 경의선

### 노래
- 오로라의 바람을 타고 - 피치피치핏치 퓨어(대원방송(애니원, 챔프)(카렌 테마곡)

### 게임
- 스타크래프트: 리마스터 - 부관
- 스타크래프트 II - 부관
- 던전앤파이터 - 젤딘 슈나이더
- 카오스온라인 - 아카샤
- 사이퍼즈 - 냉혈의 트릭시,축포의 엘리
- 리그 오브 레전드 - '현의 명인' 소나